# Antonio Tacconi
Antonio Tacconi (Spalato, 22 aprile 1880 – Roma, 25 gennaio 1962) è stato un politico italiano.

## Biografia
Fu senatore del Regno d'Italia nella XXVI legislatura e ultimo sindaco italiano di Spalato.
Irredentista, giornalista, fu Fiduciario della Società nazionale "Dante Alighieri" per Spalato e per la Dalmazia, e Presidente dell'associazione scolastica "Lega culturale italiana".

## Premi a suo nome
- Premio Antonio e Ildebrando Tacconi, su istitutoveneto.it.